# San Salvatore Monferrato
San Salvatore Monferrato – miejscowość i gmina we Włoszech, w regionie Piemont, w prowincji Alessandria.
Według danych na styczeń 2010 gminę zamieszkiwały 4504 osoby przy gęstości zaludnienia 142,3 os./1 km².